# Ninfeo

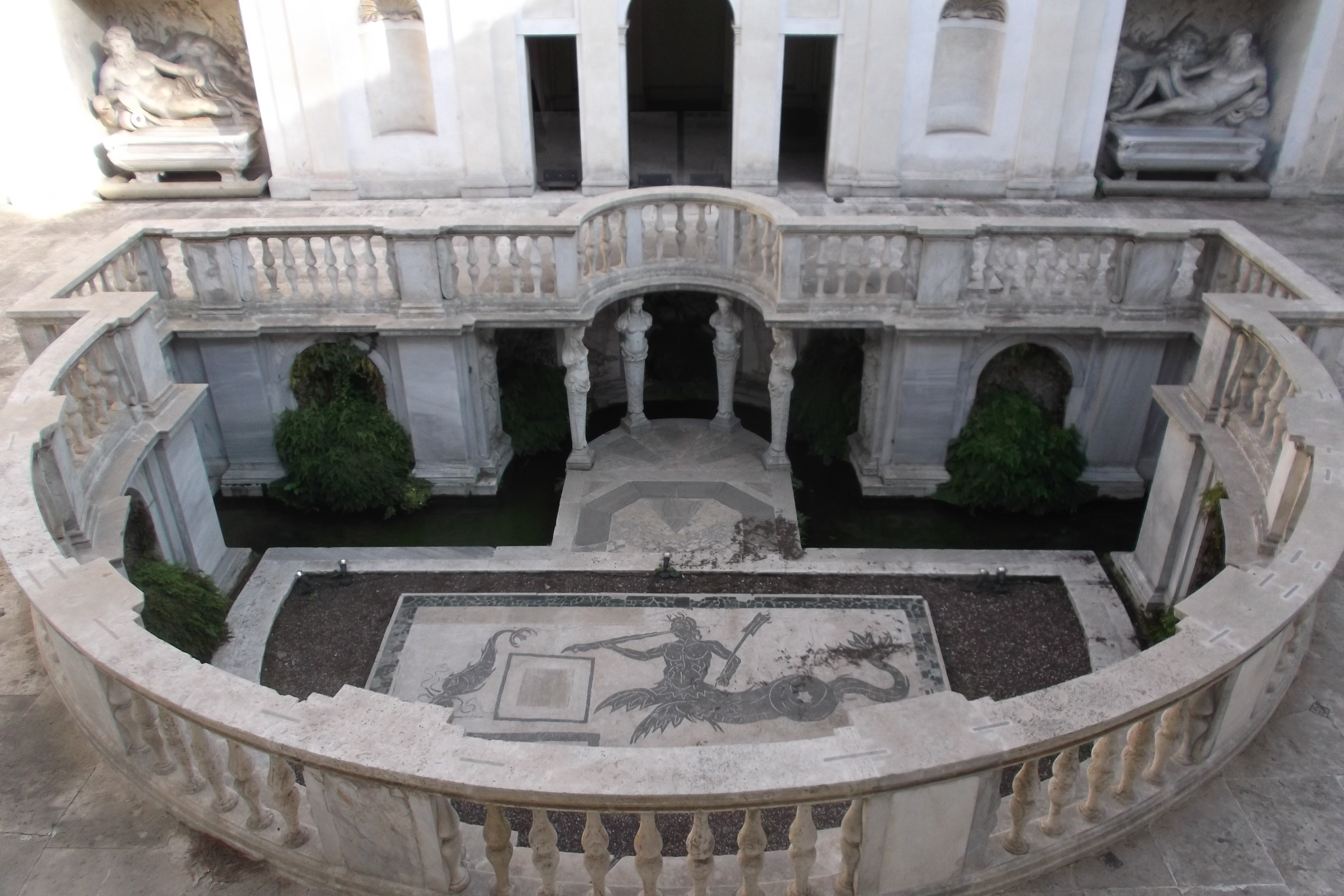
Museo etrusco di Villa Giulia a Roma

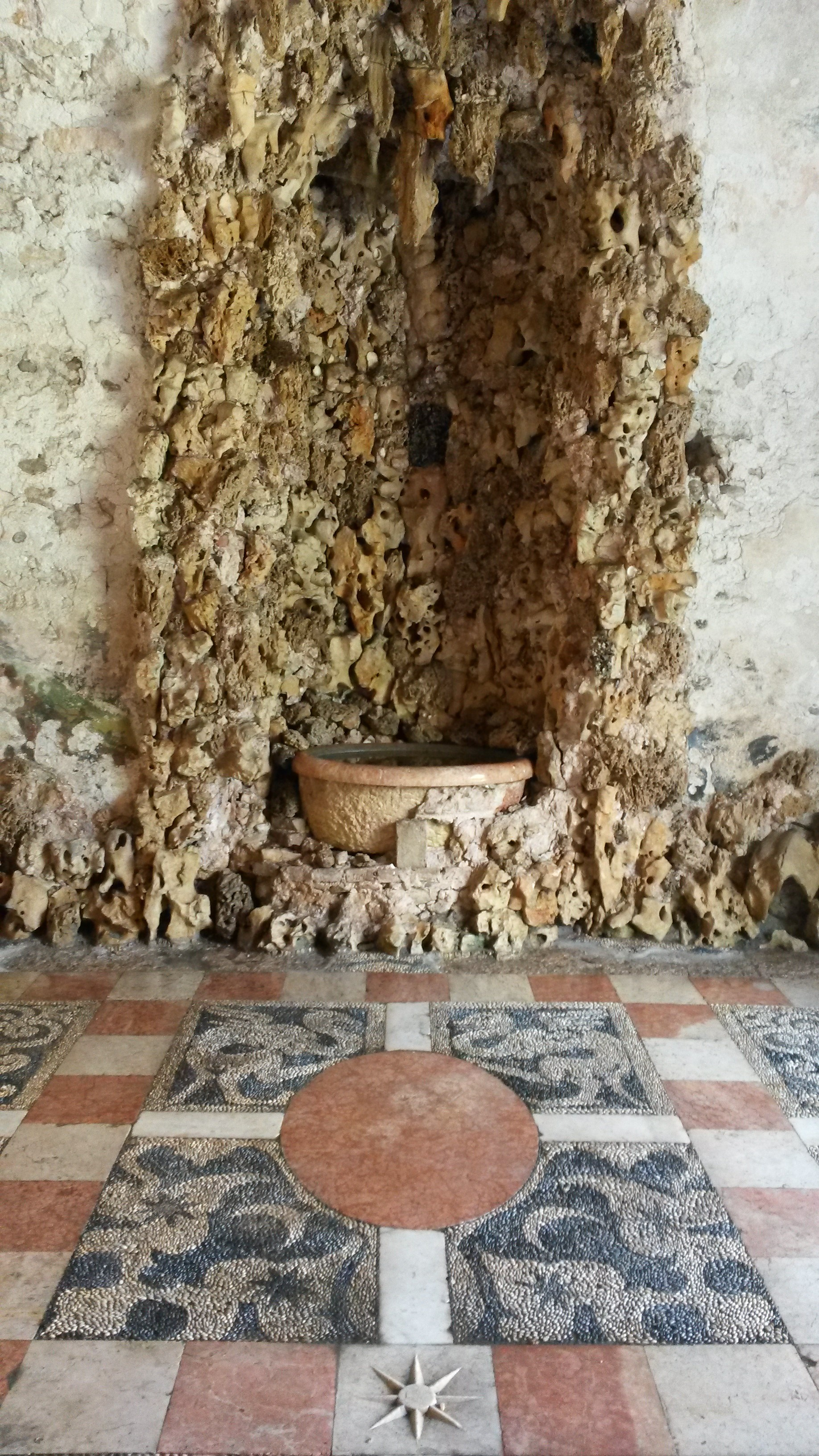
Grotta-Ninfeo, 1590 circa, Villa Nichesola-Conforti, Ponton di Sant'Ambrogio di Valpolicella (Verona).

Un ninfeo era primariamente, nella civiltà romana e anche in quella greca, un luogo sacro alle ninfe ma, con il passare degli anni, divenne, grazie alle sue vasche e giochi d'acqua, anche un luogo in cui passare momenti in attività leggere e rilassanti (il cosiddetto otium per i Latini, contrapposto al negotium).

## Descrizione
Nella civiltà greco-romana con ninfeo si indicavano dei "luoghi d'acque", ossia strutture presentanti vasche e piante acquatiche presso i quali era possibile sostare, imbandire banchetti e trascorrere momenti di otium. Un ninfeo aveva spesso una o più esedre, dalle quali l'acqua si incanalava in vasche di varia foggia. Spesso il ninfeo era un'opera urbana con getti d'acqua a più piani collocata nel punto terminale di un acquedotto. Ne sono esempi il ninfeo presso il teatro di Siracusa o quello di palazzo degli Spiriti a Posillipo. Molti sono quelli situati lungo le coste marine in zone di particolare bellezza ambientale (sul Golfo di Napoli e sul Golfo di Pozzuoli (Posillipo, Baia, Bauli, Miseno), di cui il più conosciuto è il Ninfeo di Punta Epitaffio, ricostruito nel Museo archeologico dei Campi Flegrei situato nel Castello Aragonese di Baia.
Nell'edilizia domestica o residenziale romana, i ninfei erano sale generalmente affacciate sul giardino-peristilio, destinate a banchetti e caratterizzate da un'edicola mosaicata da cui scaturiva l'acqua. Tali edicole potevano essere decorate anche con incrostazioni in spuma di lava e conchiglie (da esse si originano le rocaille che tanta diffusione avranno dapprima nei ninfei delle ville europee cinquecentesche, poi negli stucchi rococò di vari edifici). Il peristilio rappresentava la terra all'asciutto, mentre il ninfeo, sempre ad esso a fianco, la terra umida. Innumerevoli ninfei di questo tipo si trovano nelle case più ricche di Pompei ed Ercolano (per esempio, la Casa di Giulia Felice).
I ninfei a pianta centrale servirono come base per la progettazione dei battisteri paleocristiani.
Dagli antichi ninfei derivano i ninfei moderni, "teatri d'acqua" in rocaille che molta diffusione avranno dal Rinascimento fino a tutto il Settecento. Questi consistevano spesso di pseudogrotte ed esedre animate da statue e ingegnosi getti d'acqua, in cui pietre pomici, madreperle, coralli, conchiglie e tufi incastonati uno sull'altro formavano tortuose decorazioni. Magnifici esempi sono la Grotta del Buontalenti del Giardino di Boboli di Firenze, le varie esedre del "luogo d'acque" per eccellenza: villa d'Este a Tivoli, il ninfeo di Villa Borromeo Visconti Litta a Lainate , il Ninfeo di Fulgenzio a Lecce e quello di Villa Giulia a Roma.
Fonti antiche, inoltre, indicano la presenza a Roma di altri ninfei, non ancora individuati.